# 中国地震学会
中国地震学会（英語：Seismological Society of China）是中华人民共和国地震学工作者组成的全国性、学术性、非营利性社会团体，1979年11月21日在辽宁省大连市成立。

## 历史沿革
1979年11月17日至21日，中国辽宁省大连市召开了中国地震学会成立大会暨第一次地震科学学术讨论会，共有315名中国地震科学工作者出席讨论会，讨论并通过了中国地震学会试行会章，顾功叙当选为首任中国地震学会理事长。在这次讨论会结束的当天，即1979年11月21日，经中国科学技术协会批准，中国地震学会于在大连市正式成立。
1999年12月29日，中国地震学会在中国地震局地球物理研究所内召开了中国地震学会成立20周年大会。在这次大会上，中国科学技术协会副主席曾庆存提出，中国地震学会要“以新千年的开始为契机，为发展中国地震科技事业和防震减灾事业做出更大的贡献”。2002年，中国地震学会荣获“全国防震减灾宣传工作先进集体”称号。2003年，中国地震学会进行了会内改革。中国地震学会的个人会员制度也就此开始建立。在这次改革中，中国地震学会首次明确了其常设办事机构的挂靠单位为中国地震局地球物理研究所。2004年，中国地震学会官方网站正式上线。

## 现况
中国地震学会目前共设有4个办事机构和19个专业委员会。根据2012年中国科学技术协会年鉴，中国地震学会共有1687名会员。中国地震学会定期出版五种地震学刊物，分别为《地震学报》、《Earthquake Science》、《国际地震动态》、《地震地磁观测与研究》和《地震》。